# Jennifer Holt
Jennifer Holt (Hollywood, 10 november 1920 – Dorset, 21 september 1997) was een Amerikaans actrice die voornamelijk in westerns speelde.

## Biografie
Holt werd op 10 november 1920 geboren als Elizabeth Marshall Holt in Hollywood (Californië), de jongste dochter van acteur Jack Holt en Margaret Woods. Zij was de zus van westernacteur Tim Holt. Ze liep onder andere school in het Santiago College in Chili en The Bishop's School in La Jolla (Californië).
Ze maakte haar filmdebuut onder de artiestennaam Jacqueline Holt in een western uit 1941 met Hopalong Cassidy in de hoofdrol. In 1942 tekende ze een contract bij Universal. In de jaren 40 speelde ze in 47 films. Op acht na waren al haar rollen in westerns waarin ze tegenover cowboysterren als Lash LaRue, Tex Ritter en Johnny Mack Brown speelde. Hoewel de populariteit van westerns halverwege de jaren 50 was afgenomen, werden westernfilmfestivals in de jaren zeventig populair bij fans van het genre en af en toe verscheen ze als gast.
Na haar laatste film in 1948 was Holt in 1950 co-presentatrice van de tv-serie Panhandle Pete and Jennifer, een kinderprogramma dat één seizoen liep. In 1956 was ze te zien op archiefbeelden in The Gabby Hayes Show, een tv-programma waarin fragmenten van oude westerns getoond werden.
Holt trouwde meerdere keren, maar had geen kinderen. Van 1943 tot 1944 was ze getrouwd met William M. Ritchey,  van 1946 tot 1948 met acteur William Bakewell en van 1951 tot 1953 met J. Hugh Davis. Bij haar overlijden was ze getrouwd met Aylmer Hughes Chamberlain. Volgens sommige bronnen zouden er in de periode tussen 1953 en 1977 nog vier huwelijken geweest zijn.
Ze stierf op 21 september 1997 in het Engelse Dorset aan kanker op 76-jarige leeftijd.

## Filmografie
- Bibliothèque nationale de France: cb161772852 (data)
- Gemeinsame Normdatei: 1290843961
- International Standard Name Identifier: 0000 0001 1953 991X
- Library of Congress Control Number: no2011067560
- Virtual International Authority File: 107051621
- WorldCat: E39PBJkXxxGwFtQ8j9GfkYGrbd